# جانماركو تامبيري
جانماركو تامبيري (مواليد 1 يونيو 1992) هو لاعب قفز عالي إيطالي، حصل على الميدالية الذهبية في أولمبياد 2020.
1. 1 2   http://www.fidal.it/atleta_one.php?t=e6iRk5ShbWg. {{استشهاد ويب}}: |url= بحاجة لعنوان (مساعدة) والوسيط |title= غير موجود أو فارغ (من ويكي بيانات) (مساعدة)